# David Maneiro
David Maneiro (nascut el 17 de febrer de 1989) és un futbolista internacional andorrà que juga a la UE Santa Coloma, com a defensa.

## Carrera
Ha jugat a futbol de clubs amb el FC Andorra i la UE Santa Coloma.
Va debutar internacionalment amb Andorra el 2009.